# Heiligheidscodex

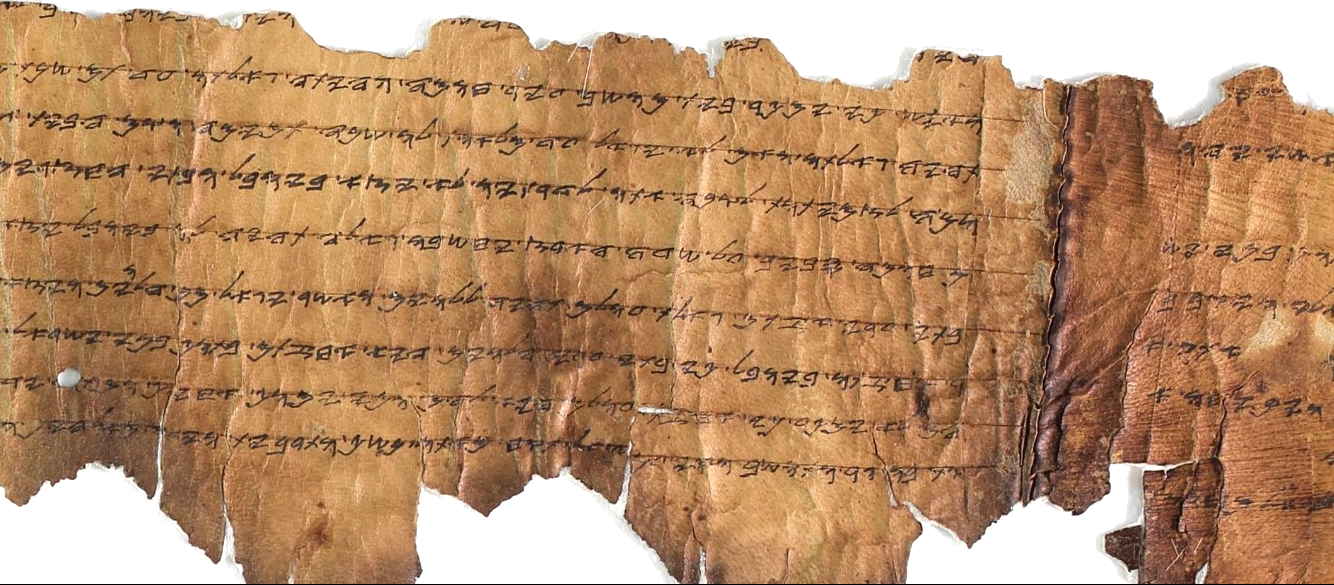
Deel van de Paleo-Hebreeuwse Leviticusrol, waarop de oudstbekende kopie van de Heiligheidscodex geschreven staat.

De term Heiligheidscodex (Duits: Heiligkeitsgesetz; Engels: Holiness code), afgekort H, wordt in de Bijbelwetenschap gebruikt om te verwijzen naar hoofdstukken 17–26 van het bijbelboek Leviticus en soms nog andere passages in de Thora (Pentateuch), met name in Numeri en Exodus. Deze teksten worden zo genoemd omdat het woord "heilig" (Klassiek Hebreeuws: קדוש qəḏōš of kadasj) er zeer regelmatig in wordt herhaald. Kadasj wordt tegenwoordig met "heilig" vertaald, maar betekende oorspronkelijk "apart gezet", met als bijbetekenissen "bijzonder, rein, heel en volmaakt." De term Heiligheidscodex werd in 1877 gemunt als de Heiligkeitsgesetz ("Heiligheidswet", vandaar de term codex oftewel "wetboek") door de Duitse theoloog August Klostermann. Kritische Bijbelwetenschappers hebben het beschouwd als een afzonderlijke eenheid en opgemerkt dat de stijl merkbaar afwijkt van de rest van Leviticus. In tegenstelling tot de rest van Leviticus worden de vele wetten in de Heiligheidscodex vlak na elkaar, kort en bondig opgenoemd. 
Volgens de meeste versies van de documentaire hypothese vertegenwoordigt de Heiligheidscodex een eerdere tekst die later bewerkt is en in de tekst van de Priestercodex (P) en de Thora als geheel is opgenomen, hoewel sommige wetenschappers zoals Israel Knohl menen dat de Heiligheidscodex juist pas later aan de Priestercodex is toegevoegd. Deze bron wordt vaak afgekort als "H". Een algemeen aanvaarde datum voor de bron is ergens in de 7e eeuw v.Chr., toen de codex vermoedelijk is ontstaan onder de priesters van de Tempel in Jeruzalem.
De Heiligheidscodex gebruikt ook een merkbaar afwijkend vocabulaire, met herhalingen van frasen zoals Ik, Jahweh, ben heilig, Ik ben Jahweh en Ik ben Jahweh, die jullie heiligt, een ongebruikelijk groot aantal keren. Bovendien begint Leviticus 17 met Dit is hetgeen Jahweh geboden heeft, zeggende... en Leviticus 26 heeft sterke overeenkomsten met het slot van een wetboek, ondanks het feit dat er daarna nog andere wetten worden opgenoemd in Leviticus 27. Dit suggereert dat de Heiligheidscodex een afzonderlijke eenheid is.
Professor Christine Hayes (2006) wees op een belangrijk verschil tussen de Heiligheidscodex en de rest van Leviticus: in de Heiligheidscodex wordt Israël zelf gezien als heilig, niet alleen de priesterklasse:

Dit thema en de aansporing "jullie moeten heilig zijn, want ik de Heer jullie God ben heilig" worden ten volste geuit in het tekstblok Leviticus 17 tot en met 26 dat de Heiligheidscodex genoemd wordt. Er is een belangrijk verschil tussen Leviticus 1 tot en met 16 en de Heiligheidscodex. Volgens Leviticus 1 tot en met 16 worden de priesters van Israël aangewezen als heilig: een heilige klasse binnen Israël, uitgezonderd, gewijd aan het dienen van God en afgezonderd door regels die alleen maar voor hen gelden. Israëlieten kunnen wel streven naar heiligheid, maar die wordt niet aangenomen. Echter, in de Heiligheidscodex vinden we teksten die eerder in de buurt komen van het idee dat Israël zelf heilig is vanwege het feit dat God van alle volken Israël voor zichzelf heeft uitgekozen, om tot hem te behoren, net zoals hij de zevende dag voor zichzelf heeft uitgekozen om tot hem te behoren.

## Identificatie van Heiligheidsteksten
Aanvankelijk werd de Heiligheidcodex als onderdeel van de Priestercodex gezien door sommige wetenschappers die uitgingen van de documentaire hypothese. Maar andere onderzoekers gingen ervan uit dat het oorspronkelijk een apart wetboek was, waarnaar verwezen wordt als "H", die de Priesterlijke auteur heeft bewerkt en vervolgens besloot op te nemen in zijn codex.
Tegen 1955 waren wetenschappers het eens dat de Heiligheidscodex op zijn minst bestond uit Leviticus 17–26, maar ongeveer twintig passages daarbuiten werden ook geïdentificeerd met H, inclusief Leviticus 11 (verzen 1f. en 25–40 waren omstreden), Numeri 15:34–41 en Exodus 31:13f..:27

### H-teksten in Leviticus
- Leviticus 11 (verzen 1f. en 25–40 omstreden)[3]
- Leviticus 17–26 (hoofdtekst)[3]

### H-teksten in Exodus en Numeri
Israel Knohl (1995) beargumenteerde dat Numeri 25:6–18 en het gehele hoofdstuk Numeri 31 onderdeel waren van de Heiligheidscodex (H), die later aan de Priestercodex is toegevoegd. Hij wees op inhoudelijke overeenkomsten, zoals de focus op reiniging in Numeri 5:1–4, hoofdstuk 19 en 31:19–24, en daarnaast taalgebruik in Numeri 10:9, 27:17, 31:6,19 en Exodus 40:15; al deze verzen waren eerder al door andere wetenschappers geïdentificeerd met de Heiligheidsschool (Holiness School, HS). Sommige taalkundige en theologische elementen onderscheiden Numeri 31 ook van de Priesterlijke Thora-tekst (PT), zoals de toorn van God, die meerdere keren wordt genoemd door de HS maar nooit door de PT. Sommige wetenschappers menen dat de toegevoegde tekst is geschreven in een tijd dat de priesterlijke lijn van de afstammelingen van Pinechas werd betwist.:155 Sarah Shectman (2009) was het eens met Knohl en andere wetenschappers dat Numeri 25:6–18 diende te worden beschouwd als een H-tekst en betoogde dat traditionele interpretaties van vers 25:6 als een daad van seksuele overtreding onjuist waren. In feite waren Zimri en Kozbi helemaal niet schuldig aan seksuele overtredingen; seks met een vreemdeling wordt door H überhaupt nooit gezien als een halszaak.:161 In plaats daarvan zouden ze te dicht in de buurt van de heilige tabernakel zijn gekomen, een daad die in eerdere incidenten van het boek Numeri (waarschijnlijk ook door H geschreven) er ook toe had geleid dat Jahweh de Israëlieten vervloekte met een plaag of daarmee dreigde.:161–162
Teksten in de bijbelboeken Exodus en Numeri die tot dusver door wetenschappers zijn geïdentificeerd als H-teksten zijn onder andere:
- Exodus 20:11 (omstreden)[10]
- Exodus 20:18[10]
- Exodus 31:12–17 (verzen 16 en 17 omstreden)[10]
- Exodus 40:15[7]
- Numeri 5:1–4[7]
- Numeri 8:19[8]:162
- Numeri 10:9[7]
- Numeri 15:34–41[3]
- Numeri 17:11–12[8]:162
- Numeri 19[7]
- Numeri 25:6–18,[7][8] zie ook Numeri 31 § Auteurschap en Numeri 31 § Motief
- Numeri 27:1–11[8]:163
- Numeri 27:17[7]
- Numeri 31[7]
- Numeri 36:1–12[8]:163